# Tetrajoodmethaan
Tetrajoodmethaan is een halomethaan van jood, met als brutoformule CI4. De stof komt voor als rode kristallen, die licht reactief zijn ten opzichte van water. Het is oplosbaar in apolaire organische oplosmiddelen. Tetrajoodmethaan is een thermisch en fotochemisch instabiele verbinding. Bijgevolg moet het koel (rond 0 °C) worden opgeslagen.

## Synthese
Tetrajoodmethaan kan bereid worden uit koolstoftetrachloride en joodethaan, met aluminiumchloride als katalysator:
{\displaystyle {\ce {CCl4 + 4C2H5I -> CI4 + 4C2H5Cl}}}
Het rode tetrajoodmethaan kan vervolgens uit de oplossing gekristalliseerd worden.

## Kristalstructuur
Tetrajoodmethaan is een van de weinig duidelijk gekleurde halomethanen. Het neemt een monokliene kristalstructuur aan en behoort tot ruimtegroep I42m. De parameters van de eenheidscel bedragen:
- a = 2,239 Å
- b = 1,293 Å
- c = 2,585 Å
- β = 125,26°

De molecule neemt, zoals tetrafluormethaan, tetrachloormethaan en tetrabroommethaan, een tetraëdrische geometrie aan. Wegens de symmetrische opbouw heeft tetrajoodmethaan geen dipoolmoment (0 debye). De C-I-bindingslengte bedraagt 212 ± 2 pm.

## Toepassingen
Tetrajoodmethaan wordt in de organische chemie gebruikt als joderingsreagens, meestal in basisch milieu. Zo kunnen ketonen worden omgezet naar 1,1-di-joodetheen-derivaten, door behandeling met tetrajoodmethaan en trifenylfosfine. Alcoholen kunnen in een alkyljodide worden omgezet, door middel van een reactiemechanisme dat vergelijkbaar is met de appelreactie.
Het reageert licht met water, waarbij onder meer jodoform en di-jood ontstaan.

## Toxicologie en veiligheid
Tetrajoodmethaan is een irriterende en voor de gezondheid schadelijke verbinding. Sterk gehalogeneerde koolwaterstoffen zijn meestal ook toxisch.